# 59. Armee (Japanisches Kaiserreich)
Die 59. Armee (jap. 第59軍, Dai-gojū-kyū-gun) war 1945 ein Großverband des Kaiserlich Japanischen Heeres. Ihr Tsūshōgō-Code (militärischer Tarnname) war Bergsonnenseite (山陽, San’yō). Sie war neben der 54. Armee die letzte während des Pazifikkrieges aufgestellte japanische Armee.

## Geschichte
Am 15. Juni 1945 stellte das Daihon’ei (Japanisches Hauptquartier) in Erwartung einer alliierten Invasion der japanischen Hauptinseln und der vorgelagerten Inseln die 59. Armee unter Generalleutnant Fujii Yōji auf. Sie war mit vier Divisionen, zwei Selbstständigen Gemischten Brigaden und einiger Artillerie in Hiroshima in Süd-Honshū stationiert.
Sie bestand, wie die meisten 1945 im Kaiserreich Japan aufgestellten Einheiten, aus zuvor eingezogenen Rekruten, die weder über eine nötige militärische Ausbildung noch über ausreichende Waffen verfügten. Teilweise musste auf Waffen aus dem 19. Jahrhundert und auf Bambusspeere zurückgegriffen werden. Während Divisionen mit zweistelliger Nummerierung an die 20.000 Mann Sollstärke hatten kamen die Divisionen mit 100er und 200er Nummern auf knapp 10.000 Mann. Letztgenannte Divisionen verfügten über praktisch keine Transportmittel und waren zur Küstenverteidigung vorgesehen. Ihre Immobilität wurde durch eine überdurchschnittliche Zuteilung von Artillerie und Mörsern ausgeglichen.
Das Operationsgebiet der 59. Armee umfasste die Südküste der Provinzen Kinki und Chūgoku (historisch: San’yōdō) mit einer Gesamtlänge von 800 km. Sämtliche Einheiten waren in Küstennähe stationiert.
Beim Atombombenabwurf auf Hiroshima wurde das Hauptquartier der Armee zerstört und Kommandeur Fujii kam ums Leben. Ohne in Kämpfe verwickelt gewesen zu sein, wurde die 59. Armee am 15. August 1945 aufgelöst.

## Oberbefehlshaber

### Kommandeur
|    | Name                                | Von            | Bis             |
| -- | ----------------------------------- | -------------- | --------------- |
| 1. | Generalleutnant Fujii Yōji          | 15. Juni 1945  | 6. August 1945  |
| 2. | Generalleutnant Nakanishi Sadayoshi | 6. August 1945 | 12. August 1945 |
| 3. | Generalleutnant Tani Hisao          | 12. Juni 1945  | 15. August 1945 |

### Stabschefs
|    | Name                            | Von                | Bis                |
| -- | ------------------------------- | ------------------ | ------------------ |
| 1. | Generalmajor Kaji Takeo         | 15. Juni 1945      | 5. Juli 1945       |
| 2. | Generalmajor Matsumara Shūitsu  | 5. Juli 1945       | 18. September 1945 |
| 3. | Generalleutnant Kawamura Saburō | 18. September 1945 | 30. November 1945  |

## Untergeordnete Einheiten
- 58. Armee-Stab
- 144. Division
- 225. Division
- 230. Division
- 231. Division
- 123. Selbstständige Gemischte Brigade
- 124. Selbstständige Gemischte Brigade
- weitere kleinere Einheiten